# 武田航平
武田航平（日语：／ Kouhei Takeda；1986年1月14日—），是出生於日本東京的演員、配音員，身高175公分，體重58公斤，A型血型。經紀公司為YKAgent。

## 個人經歷
武田航平於2001年開始他的演員生涯，當時他15歲，當年他在舞台劇擔任演員，在劇中飾演男孩吉爾伯特，獲得第14屆朱農超級男聲大賽評審團特別獎。
2002年在《塩カルビ》飾演吉良隆二。
2006年，武田航平在《最終幻想 XII》中為Vaan配音。
2007年加入舞台劇團體PureBOYS從事舞台演員的工作，參演過舞台劇《乾杯！~托比！Jibun To Iu Daichi Kara~》，後來在2008年8月31日退團，同年他於《假面騎士KIVA》中飾演主角紅音也，在劇中他變身的姿勢是像第一代假面騎士本鄉猛致敬，也與加藤慶祐、柳澤奈奈合作光碟《繼承系統》，又與歌手Crimson-FANG合作光碟With Me，也參演了光碟劇《這種愛永無止境》。
2009年，武田航平與流行音樂團體TETRA-FANG合作光碟《超新星愛情編輯》，又與瀨戶康史合作《Beginning~Message3》。
2010年，他宣布退出原本所屬的經紀公司Circus Co., Ltd.，調至ALCAtlantis。
2011年，武田航平首次出演陸戰劇，在改編自日本漫畫家青柳孝夫創作的日本漫畫作品《摔角女王傳說》的電視連續劇《摔角妖精宮殿》中飾演大岡忠輔，由東京電視台播出。
2012年，武田航平在與林遣都共同主演的《戦国BASARA -MOONLIGHT PARTY-》中飾演主角真田幸村，由每日放送播出。
2014年首次在NHK大河劇《軍師官兵衛》中飾演宇喜多秀家。
2018年在平成假面騎士系列《假面騎士Build》中飾演腰帶王猿渡一海。
2020年4月6日，武田航平在Instagram上宣布在ALCAtlantis，並離開他所屬多年的經紀公司ALCAtlantis並返回當初所屬的Central Co., Ltd，後來又調遷至目前所屬的經紀公司YKAgent。

## 演出作品

### 電視連續劇
- 2002年10月《塩カルビ》飾 吉良隆二
- 2003年1月《LOVERS～キャメルのコートを私に》飾 カキモト
- 2003年7月《戀愛星期天》飾 倉橋亘（16話）
- 2003年10月《靈女 MISAKI》飾 風間信吾
- 2004年10月《68FILMS 東京少女》飾 藤本（08話）
- 2004年10月《弟》飾 裕次郎
- 2005年3月《怪談新耳袋》（68話）
- 2006年4月《七人女律師》飾 藤堂雅人
- 2006年5月《劇集W CHiLDREN》飾 丸川明
- 2006年7月《MyBoss MyHero》飾 平塚隆介
- 2007年4月《鬼嫁日記2》飾 ケン
- 2007年7月《花樣少年少女》飾 北花田航平
- 2007年12月《侍ショートフィルム》 飾 藤本（1話）
- 2008年1月《正確王子的製作方法》飾 野田隼人
- 2008年1月《假面騎士KIVA》飾 紅音也、紅正夫（最終話）
- 2008年1月《成為王子的正確方法》飾 野田隼人
- 2008年10月《花樣少年少女之不小心愛上妳》飾 北花田航平
- 2009年6月《假面騎士DECADE》飾 紅音也（20、21話）
- 2009年10月《歡迎龜來》飾 鈴木一平
- 2011年1月《惡黨》飾 大倉俊哉（04話）
- 2011年4月《養狗這回事》飾 川島秀樹
- 2011年10月《摔角妖精宮殿》飾 大岡忠輔
- 2012年1月《理想母子》飾 山吾郎
- 2012年4月《W的悲劇》飾 和辻卓夫
- 2012年7月《戰國BASARA-MOONLIGHT PARTY-》飾 真田幸村
- 2012年10月《尋人》飾 喜多門雅哉（青年期）
- 2012年10月《法庭新鮮人》飾 改世幸喜
- 2013年1月《媳婦代理開始了》飾 小武（11、12話）
- 2013年4月《我們都是超能者》飾 江崎先輩
- 2013年4月《雲的階梯》飾 五島直哉（05話）
- 2013年4月《肌警二人組 Doubles》飾 園部正男（06話）
- 2014年1月《明日花開》飾 花咲光
- 2014年1月《黑金丑嶋君2》飾 隼人
- 2014年1月《軍師官兵衛》飾 宇喜多秀家
- 2014年7月《法庭新鮮人2》飾 改世幸喜（05話）
- 2015年4月《天皇的御廚》五百木的兒子（04話）
- 2015年4月《京都人情搜查檔案》飾 葉山慎吾（04話）
- 2015年7月《酒店禮賓部》飾 丹後悠大
- 2015年10月《Eテレ・ジャッジ『地球防衛機構(株)』》飾 赤星
- 2015年10月《青春偵探晴也》飾 廣沼雅司（01、02話）
- 2016年1月《芭蕾刑警》飾 尾澤篤史
- 2016年1月《澄和堇》飾 夜店男子（02話）
- 2016年4月《HiGH＆LOW season2》飾 平井
- 2016年6月《人類學者・岬久美子的殺人鑑定》飾 宮村涼平（06話）
- 2016年10月《巨惡不眠 ～特搜檢察官的目標～》飾 中田修治
- 2016年11月《山女日記〜女人們向著山頂前進〜》飾 小野大輔（03、04話）
- 2016年12月《帶子信兵衛》飾 又八（04話）
- 2017年4月《但是想結婚！BL漫畫家的彆扭婚活記》
- 2017年9月《刑警棟居的偽完美犯罪》飾 深尾正臣
- 2017年11月《愛情嚮導上野先生season2》大塚（08話）
- 2018年1月《假面騎士Build》飾 猿渡一海 / 假面騎士グリス（17-最終話）
- 2018年1月《精靈守護者最終章》飾 オバル（06、07、08話）
- 2018年5月《愛情起床號》（04話）
- 2018年10月《妖怪！百鬼夜高等學校》飾 海坊主
- 2018年11月《江戶壽司王》飾 伊達隼人（06話）
- 2019年《假面騎士Build：特別活動》
- 2019年1月《新難波帝王 打工恐攻的誘惑》飾 水木克也
- 2019年1月《房仲女王大逆襲》八十多湊人（06話）
- 2019年3月《新的王者Season2》（04—07話）
- 2019年1月《浮世畫家》飾 三宅二郎
- 2019年4月《歌舞伎町辯護律師 凛花》飾 牛島連司
- 2019年8月《簡單的工作。想應徵看看》 飾 新郎・純一郎（05話）
- 2019年8月《Legal Heart》飾 坪井 役（06、最終話）
- 2019年10月《Million Joe》飾 石田
- 2020年1月《戀愛巴士：非洲之旅》
- 2020年4月《特搜9 season3》飾 上田雅也（01話）
- 2020年7月《未解決之女2》飾 入沢博人（06、07話）
- 2021年1月《想成為星星的你》飾 佐佐木卓哉
- 2021年1月《24 JAPAN》アレクシス・林（13—17、22、23話）
- 2021年4月《理想男子》飾 安積正樹
- 2021年5月《警視廳0系season5》 飾 秋本雄（04話）
- 2021年4月《最棒的歐巴桑 中島春子》飾 大石瑛太（07話）
- 2021年6月《偵探☆星鴨》飾 鮫島亮（08、最終話）
- 2021年6月《聲春！》飾 柿沢徹（08、最終話）
- 2021年6月《華麗一族》飾 熊本（10話）
- 2021年7月《只是沒離婚而已》飾 柿野利治
- 2021年7月《Fake Love》飾 武田航平（本人）
- 2021年8月《IP～網路搜查班》飾 酒井大悟（08話）
- 2021年10月《準教授・高槻彰良的推測 Season2》飾 長谷部康介（05話）
- 2022年1月《追八卦小姐》飾 前橋恵一（02話）
- 2022年1月《在愛和友情之間》飾 二階堂直哉
- 2022年3月《決戰！關原》飾 平知盛
- 2022年6月《經典杯子蛋糕》飾 野末（先網後台）
- 2022年7月《晚酌的流派》飾 島村直人
- 2022年7月《競爭的維護者》飾 石田正樹（01話）
- 2022年10月《靈媒偵探城塚翡翠》飾 石內（03話）
- 2022年12月《晚酌的流派 年末特別版～一年的最後，要品嘗最棒的一杯～》飾 島村直人
- 2023年3月《廚刀與小青椒 -一日料理帖-》飾 川上
- 2023年7月《治癒系鄰居有秘密》飾 坂本省吾
- 2023年7月《晚酌的流派2》飾 島村直人
- 2023年7月《歡迎光臨自助洗衣店 Season2》飾 骨科醫生桐原（05、06話）
- 2024年3月《Black Girls Talk》飾 池ヶ谷慧（05、06、07、08話）
- 2024年4月《花咲舞無法沈默2024》飾 八代智哉（02話）
- 2024年4月《ACMA:GAME 惡魔遊戲》飾 犬飼武彥（04話）
- 2024年5月《貴公司的亂象我來糾正!》飾 佐分利篤弘（06、07、08話）
- 2024年6月《綁架遊戲》飾 杉本智也
- 2024年6月《晚酌的流派3》飾 島村直人
- 2024年8月《嘲笑的淑女》飾 武田良平（06、07、09話）
- 2024年11月《Hustlin' Boy》飾 田辺ケンゴ
- 2024年11月《你繼承的香氣》飾 恩田良助
- 2025年1月《財閥復仇～致成為我兄嫂的前妻～》飾 伊勢雅之
- 2025年5月《失蹤人搜索班 : 消失的真相》飾 鎌田俊樹（06、07、08話）
- 2025年6月《晚酌的流派4 〜夏篇〜》飾 島村直人

### 配音
- Final Fantasy XII （2006年）飾演 Vaan (voice)

### 舞台劇
- 7乾杯！~托比！Jibun To Iu Daichi Kara~ （2007年10月3日）
- 薄櫻鬼新選組北壇舞台劇 飾演Toudou Heisuke

### 光蝶劇
- 與Crimson-FANG合作的With Me（2008年）。
- 這種愛永無止境（2008）
- 繼承系統（2008年）與加藤慶祐和柳澤奈奈（日语：柳沢なな）合作。
- 超新星愛情編輯。(2009年) 與流行音樂團體TETRA-FANG合作。
- Beginning~Message3（2009年）與瀨戶康史合作。

### 寫真集
- 巡航（2009年3月）。

### 演唱
- This love never ends（2008年）。
- Supernova Love Edit.（2009年）。

## 獎項
- 2001年，第14屆朱農超級男聲大賽評審團特別獎。